# Westraltrachia ascita
Westraltrachia ascita är en snäckart som beskrevs av Alan Solem 1984. Westraltrachia ascita ingår i släktet Westraltrachia och familjen Camaenidae. Inga underarter finns listade i Catalogue of Life.